# Tungabhadra
De Tungabhadra (Kannada: ತುಂಗಭದ್ರ ನದಿ, Tuṅgabhadra nadi; Telugu: తుంగభద్ర, Tuṅgabhadra) is een rivier in het zuiden van India. De Tungabhadra is de grootste zijrivier van de Krishna.
De rivier ontstaat uit de samenvloeiing van de rivieren Tunga en Bhadra, die ontspringen op de oostelijke hellingen van de West-Ghats, ten noordoosten van Mangalore. Vanaf deze samenvloeiing stroomt de Tungabhadra eerst in noordelijke, daarna in noordoostelijke en ten slotte in oostelijke richting door het plateaulandschap van Karnataka. De rivier stroomt langs een aantal historische plaatsen en heiligdommen. De belangrijkste is de ruïnestad Vijayanagara bij het dorp Hampi. In de 15e en 16e eeuw was dit de hoofdstad van het Vijayanagararijk.
Verder naar het oosten stroomt de rivier vlakker gebied binnen. Tijdens de laatste 150 km van haar loop ligt tussen de Tungabhadra en de Krishna een doab, waar zich de stad Raichur bevindt. Bij Hosapete is een dam aangelegd in de Tungabhadra, om water ter irrigatie af te tappen. De laatste 40 km vormt de rivier de grens tussen de deelstaten Andhra Pradesh en Telangana. De totale lengte tot de monding in de Krishna is 531 km.
- Gemeinsame Normdatei: 4512388-3
- Library of Congress Control Number: sh92000153
- Nationale Bibliotheek van Israël: 987007544382505171
- Virtual International Authority File: 315527575